# Éthio-jazz
Genres associés
Afrobeat
L'éthio-jazz est un genre musical issu du jazz ayant émergé en Éthiopie (regroupant alors également l'Érythrée) à la fin des années 1950 et devenue extrêmement populaire dans les bars et hôtels d'Addis-Abeba de 1960 à la fin des années 1970. L'éthio-jazz connait une redécouverte en Occident à la fin des années 1990 avec le travail de Francis Falceto qui permet la réédition des albums dans la collection « Éthiopiques » du label français Buda Musique.

## Histoire
L'éthio-jazz est né au début des années 1960 dans les bars d'Addis-Abeba sous les influences du jazz (et ses gammes à douze tons) et de la musique traditionnelle éthiopienne dite azmari (en gammes pentatoniques), de la musique latine, de la soul/funk et de la musique pop anglo-américaine. L'influence du musicien d'origine arménienne Nersès Nalbandian (1915-1977) fut aussi très importante pour l'essor de la musique éthiopienne moderne. De nombreux groupes officiels, alors seuls autorisés à jouer par le gouvernement, tels que l'Orchestre de la Garde impériale, le Police Orchestra, l'Alèm-Girma Band, ou le Ras Hotel Band développeront sur une période de quinze ans cette musique avec le soutien crucial d'Amha Eshèté, fondateur en 1969 du label Amha Records, qui éditera une centaine de 45 tours et une douzaine d'albums formant le corpus de l'« âge d'or de la musique éthiopienne » puis par la suite de Philips Ethiopia. Parmi les plus grands succès nationaux et internationaux de l'éthio-jazz, se trouve l'album Erè Mèla Mèla de Mahmoud Ahmed publié en 1975.
À l'extérieur de l'Éthiopie, le renouveau de l'éthio-jazz est marqué par deux évènements. À la fin des années 1990, le label indépendant français Buda Musique réédite sous l'impulsion de Francis Falceto les plus grandes voix de l'éthio-jazz avec la collection « Éthiopiques » permettant la redécouverte en Occident du groove de la corne de l'Afrique,. Le second est lié au succès en 2004 aux États-Unis et dans le monde du film de Jim Jarmusch, Broken Flowers,,, où le personnage secondaire est un éthiopien fanatique de l'éthio-jazz des années 1970 qui illustre la bande originale du film, avec notamment les succès de Mulatu Astatke.
Ce renouveau est maintenu vivant par quelques chanteurs de cette période encore actifs, tel que Mahmoud Ahmed, et la reprise du style et des standards de l'éthio-jazz par de nouvelles formations américaines et européennes, telles que le Either/Orchestra (États-Unis), l'Imperial Tiger Orchestra (Suisse), et en France, Le Tigre (des platanes) – qui collabore depuis 2007 avec Eténèsh Wassié –, le Badume's Band (collaboration avec Mahmoud Ahmed et la chanteuse Selamnesh Zemene), Akalé Wubé, uKanDanZ (avec le chanteur Asnaqé Guébréyès), Arat Kilo, The Selenites Band, Ethioda, Kunta et Addis Black Mamba.

## Principaux musiciens et chanteurs
Mulatu Astatke est probablement la figure la plus emblématique et connue de l'éthio-jazz,, avec les saxophonistes Getatchew Mekurya et Tesfa-Maryam Kidane. Les chanteurs et musiciens populaires les plus connus sont Mahmoud Ahmed, Gigi Shibabaw, Teddy Afro, Tlahoun Gèssèssè, Aster Aweke, Hamelmal Abate, Tewodros Tadessé, Ephrem Tamiru, Tèshomè Meteku, Muluqèn Mèlèssè, Bizunesh Békélé, Tadessé Alemu, Alèmayèhu Eshèté, Girma Bèyènè, Neway Dèbèbé, Asnatqètch Wèrqu, et Ali Birra.

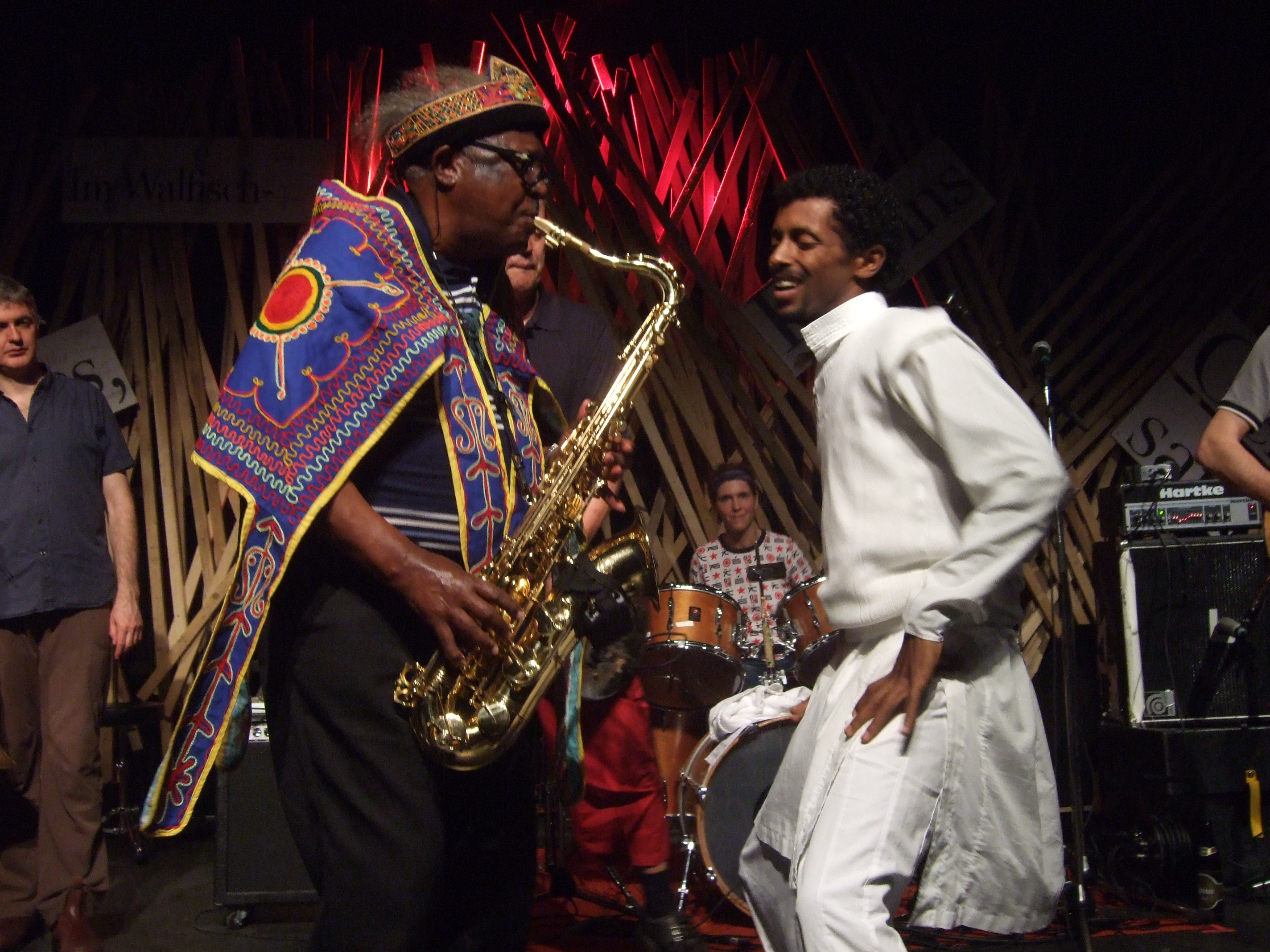
Le saxophoniste Getatchew Mekurya et le danseur Melaku Belay en 2008.
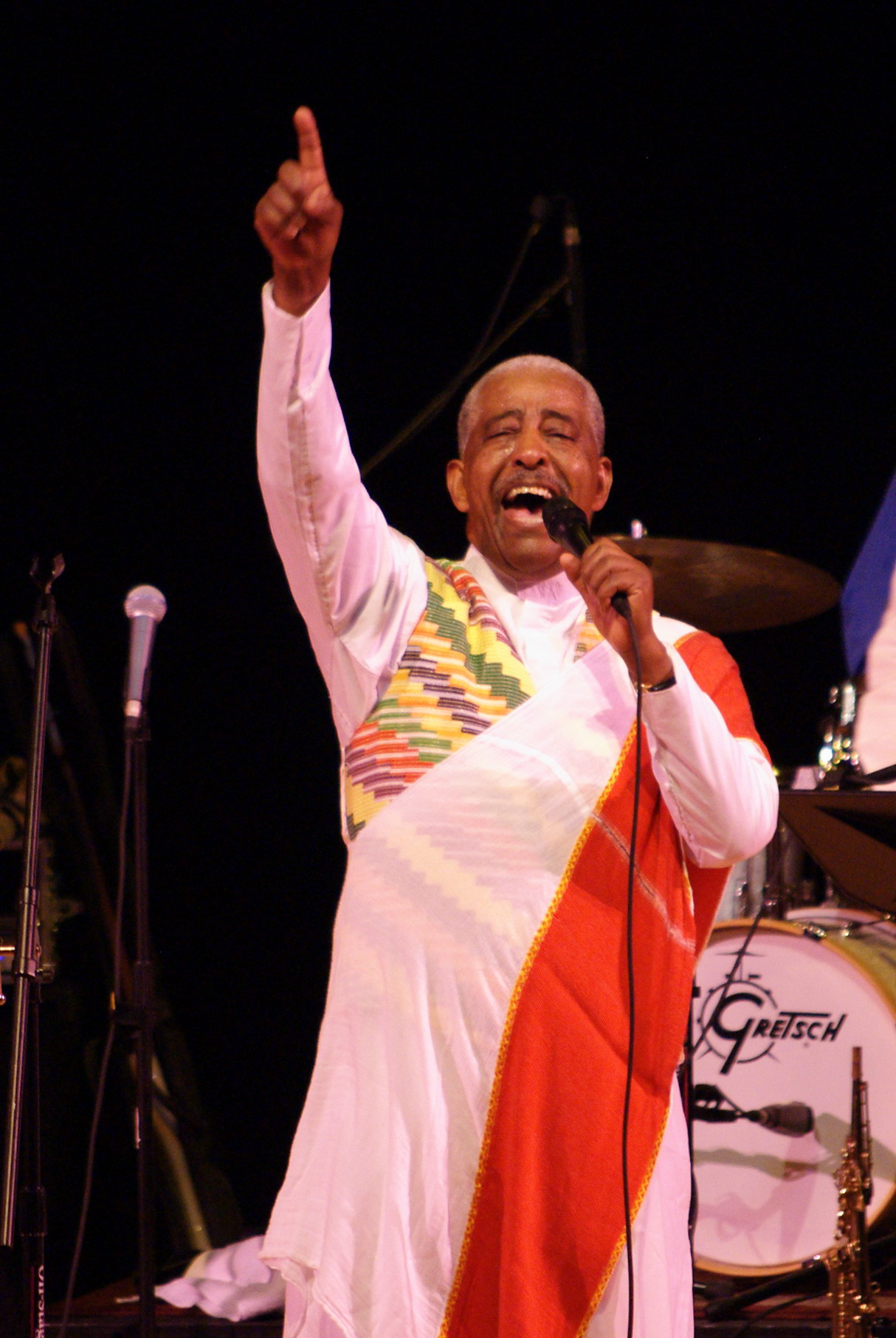
Mahmoud Ahmed en 2009.
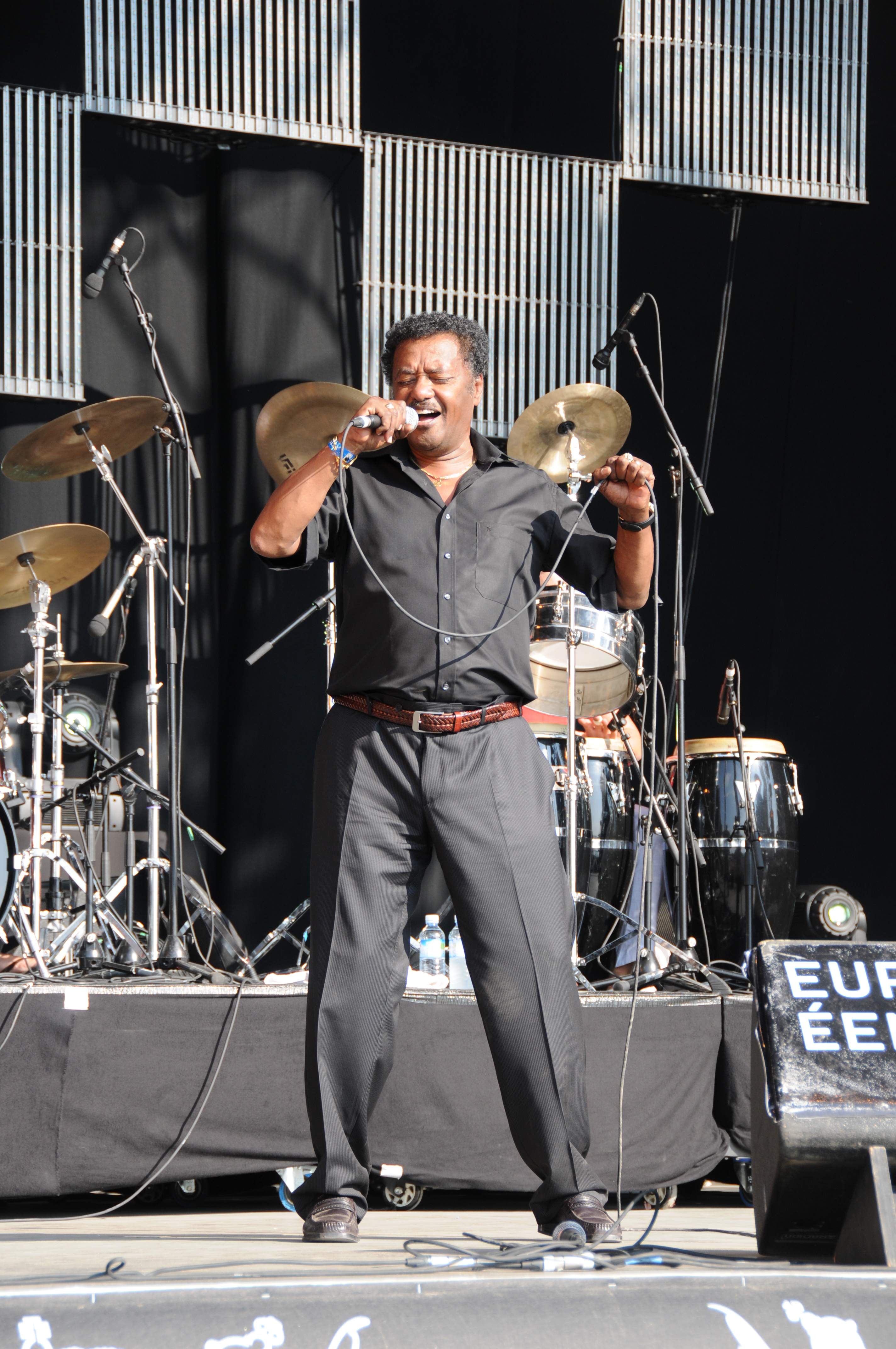
Alèmayèhu Eshèté en 2010.
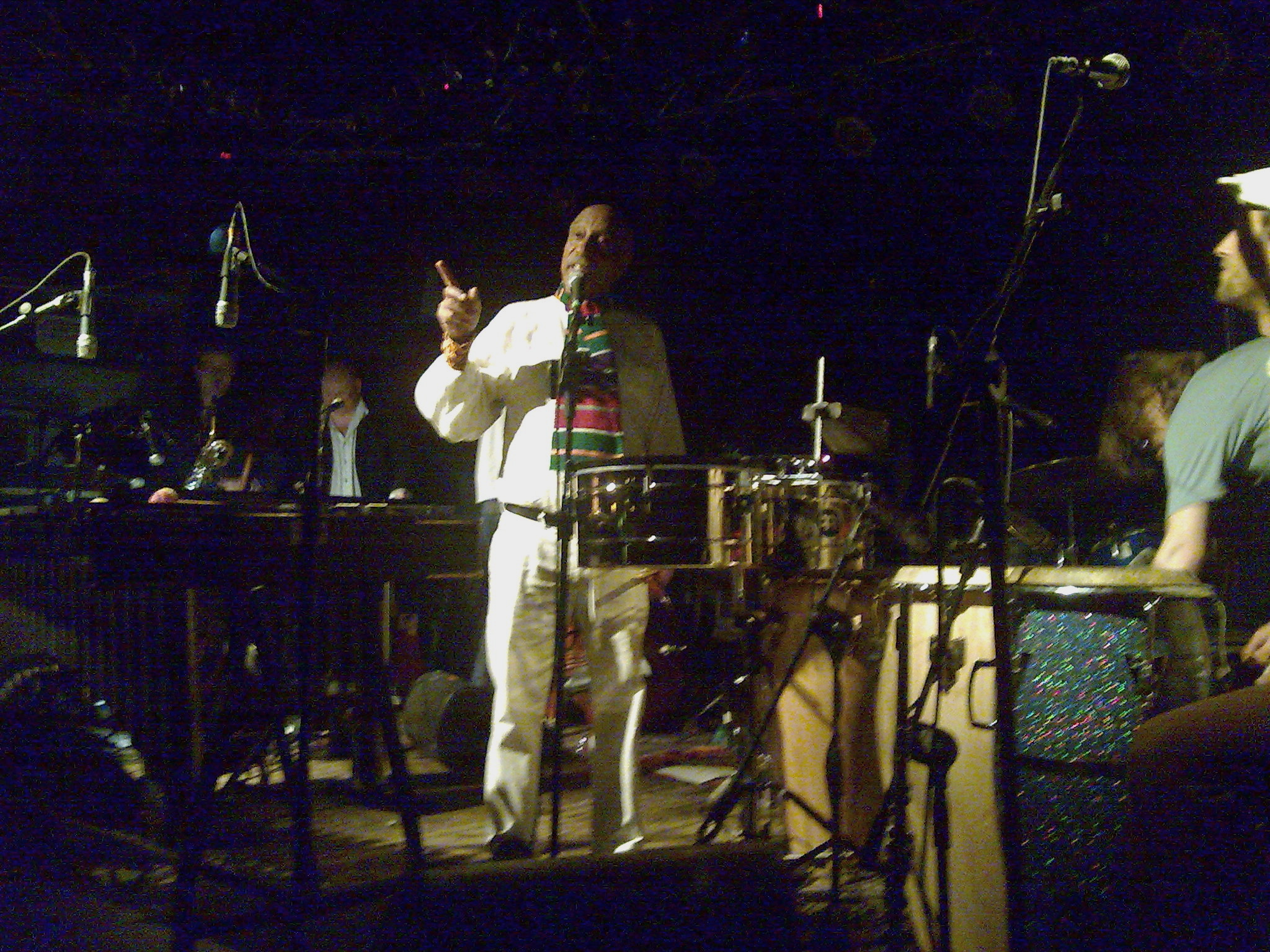
Mulatu Astatke en 2009.

## Discographie sélective
Des centaines de disques originaux et des rééditions ont été publiés en Éthiopie puis en Europe, dont :
- Mulatu Astatke, Mulatu of Ethiopia, sorti chez Worthy LP en 1972.
- Mulatu Astatke, Mulatu Astatke Featuring Feqadu Amde Mesqel Yekatit: Ethio Jazz, chez Amha LP, 1974.
- Getatchew Mekuria, Getatchew Mekuria and His Saxophone, chez Philips LP, 1972.
- Mahmoud Ahmed with the Ibex Band, Ere Mela Mela, chez Kaifa LP, 1975.
- Alemayehu Eshete Ethiopian Urban Modern Music Vol. 2, L’Arome LP, 2007.
- Getatchew Mekuria & The Ex, Moa Anbessa, Terp LP, 2009.
- Krar Collective, Ethiopia Super Krar, Riverboat LP, 2012.
- Hailu Mergia & The Dahlak Band Wede Harer Guzo, Awesome Tapes From Africa double album, 2016.
- Ernesto Chahoud, Taitu: Soul Fuelled Stompers from 1960s – 1970s Ethiopia, compilation, Barely Breaking Even triple album, 2018.